# Sawincy (obwód kirowski)
Sawincy (ros. Савинцы) – wieś (sieło) w Rosji, w obwodzie kirowskim, w rejonie afanasjewskim. W 2010 liczyła 210 mieszkańców.